# Ấu sinh Hướng đạo

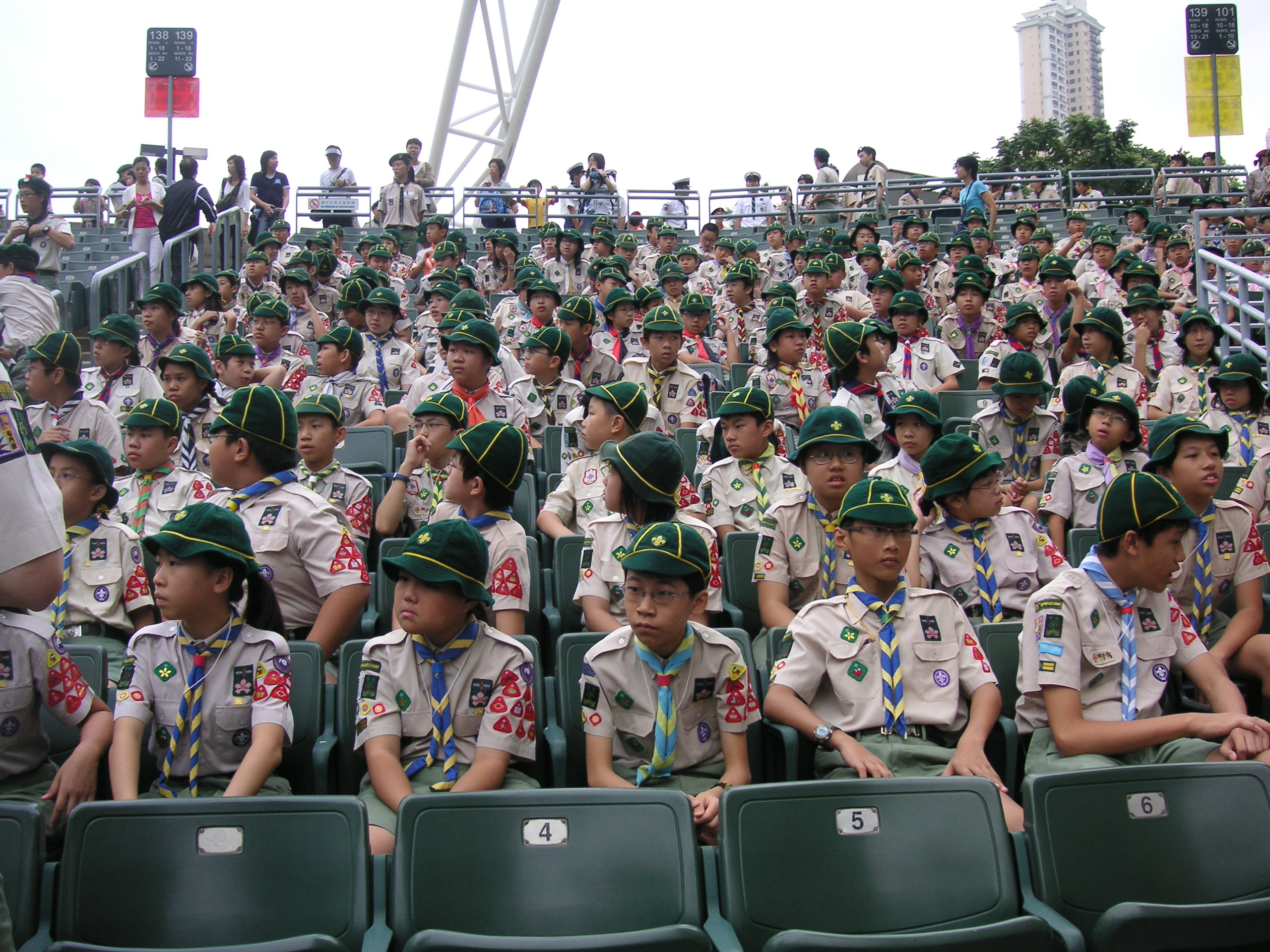
Ấu sinh Hướng đạo trong đồng phục từ Hồng Kông

Ấu sinh Hướng đạo (Cub Scout) là một ngành thành viên của phong trào Hướng đạo trên phạm vi cả thế giới dành cho các bé trai thông thường từ 8–10 tuổi. Tại vài quốc gia, các bé trai trong ngành này được gọi là Sói Con (Wolf Cubs) và thường được gọi đơn giản là Ấu (Cubbing). Ban đầu, giống như ngành Thiếu sinh Hướng đạo, ngành Ấu chỉ dành riêng cho các bé trai trong khi các bé gái luôn được trông mong là gia nhập Nữ Ấu sinh Hướng đạo và rồi Nữ Thiếu sinh Hướng đạo. Bắt đầu từ năm 1990 ngành Ấu đã được mở cho cả nam và nữ tại nhiều quốc gia. Tại Hoa Kỳ, ngành này chỉ mở riêng cho các bé trai gia nhập. Một vài quốc gia cũng có một phiên bản Hải Hướng đạo thuộc ngành Ấu sinh Hướng đạo.

## Thành lập

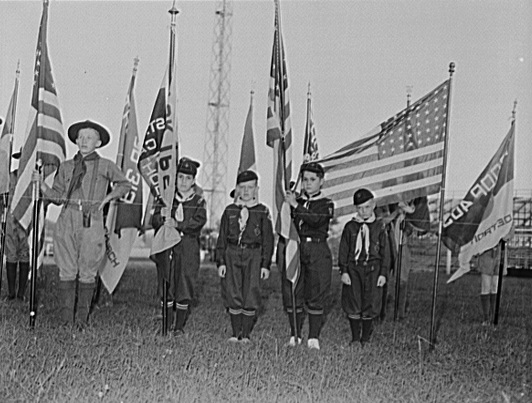
Ấu sinh Hướng đạo Detroit khoảng năm 1942

Phong trào Ấu sinh Hướng đạo được Robert Baden-Powell thành lập năm 1916, mười năm sau khi thành lập Thiếu sinh Hướng đạo để phục vụ nhiều trẻ em trai chưa đến tuổi Thiếu sinh nhưng lại muốn tham gia vào Hướng đạo. Trong 10 năm đầu đó, nhiều đoàn Hướng đạo đã cho phép các bé trai nhỏ tuổi hơn gia nhập vào các cấp đoàn Hướng đạo hoặc lập riêng hẳn các đoàn Hướng đạo riêng cho các em nhưng không chính thức. Các đoàn Hướng đạo dành cho tuổi nhỏ này đã cung cấp một hình thức Hướng đạo đơn giản hơn nhiều bao gồm kỹ thuật nút dây cơ bản, sơ cứu và tìm dấu cơ bản. Năm 1914, có các bài viết trên Báo Tổng Hành Dinh dành cho trưởng vào lúc đó (Headquarters’ Gazette) vạch ra một kế hoạch chính thức, tuy nhiên đây không phải là những gì Baden-Powell muốn. Thật ra ông muốn tìm một cái gì hơi khác lạ — đó là một phong trào riêng có chương trình và hình dạng riêng của nó.
Năm 1914 Baden Powell thông báo một ngành nhỏ tuổi trong Hướng đạo. Năm 1916, ông xuất bản đề cương cho một kế hoạch như vậy, nó được gọi là ngành Ấu. Người ta đã suy đoán Baden-Powell có thể có một số lý do để gọi ngành này là Sói Con. Sói là một trong các tên mà người bản xứ Mỹ (Native Americans) đặt cho các trinh sát viên tài giỏi nhất của họ; Sói là tên của một khẩu pháo làm tại các xưởng xe lửa tại Mafeking. Vì vậy một đứa bé chưa đến tuổi để trở thành Sói hoặc một Hướng đạo sinh thật sự có thể làm một Sói Con. 
Baden-Powell hỏi bạn của ông là Rudyard Kipling để sử dụng Sách Rừng Xanh (The Jungle Book) lịch sử và nổi tiếng của ông để làm khung cảnh cho ngành Ấu. Baden-Powell cũng có viết một sách mới dành cho ngành Ấu là Sách chỉ nam Sói Con (The Wolf Cub's Handbook). Năm 1917, các thành viên nhỏ tuổi được biết đến là các Sói Con.
Trong thập niên 1960 và sau đó, ngành Sói Con khởi sự tại nhiều tổ chức dựa theo đề tài rừng xanh. Một số thay đổi tên thành Ấu sinh Hướng đạo hoặc là tên tương tự như vậy nhưng vẫn giữ các Chuyện Rừng Xanh và lễ nghi Ấu như là truyền thống, thí dụ như việc sử dụng các tên gọi trong Sách Rừng Xanh; và Tiếng Rống lớn (Grand Howl) dùng để báo hiệu khởi đầu và kết thúc các buổi họp mặt Ấu sinh Hướng đạo. Các tổ chức khác giữ tên nhưng thay đổi đề tài sinh hoạt hoàn toàn.
Ban đầu, thành viên của ngành Ấu sinh chỉ mở cho các bé trai trong khi Nữ Ấu sinh Hướng đạo (Brownies (Girl Guides)) được thiết lập như một ngành song hành dành cho các bé gái. Việc này vẫn nguyên tình trạng tại vài nơi. Đa số các tổ chức thành viên của Tổ chức Phong trào Hướng đạo Thế giới nhận nữ vào ngành Ấu sinh Hướng đạo trong khi một số khác có các ngành riêng biệt với cách sinh hoạt khác biệt. Đa số thành viên của Union Internationale des Guides et Scouts d'Europe (UIGSE) có hai ngành giới tính riêng nhưng cùng được gọi tên chung là Sói Con và dùng chung đề tài rừng xanh cho sinh hoạt.

## Ngành Ấu Hướng đạo Việt Nam
Ngành Ấu Hướng đạo Việt Nam hiện tại được mở rộng cho cả các bé trai và gái ở lứa tuổi từ 7 đến 11 tuổi và các Ấu sinh Việt Nam được gọi là Sói Con. Hướng đạo Việt Nam dùng Sách Rừng Xanh làm nền cho chương trình sinh hoạt ngành Ấu.
Tuy nhiên các bé gái Hướng đạo Việt Nam ở Hoa Kỳ đôi khi được gọi là Chim Non từ cách gọi tiếng Anh là Brownie thuộc Hội Nữ Hướng đạo Mỹ. Hội Nam Hướng đạo Mỹ không nhận các bé gái ở các ngành nhỏ tuổi.
Ấu sinh Hướng đạo Việt Nam mang khăn quàng màu vàng      có ý nghĩa là chỉ sự hồn nhiên, trong sáng.

## Tổ chức
Ấu sinh Hướng đạo được tổ chức thành Bầy (Packs) và thường thường có liên hệ với một liên đoàn Hướng đạo. Liên đoàn Hướng đạo cung cấp cho một cộng đồng với các ngành cho mọi lứa tuổi, thí dụ một liên đoàn có thể có một bầy Ấu sinh gọi là Ấu đoàn, một Thiếu đoàn, một Kha đoàn, đôi khi có một Tráng đoàn. Các huynh trưởng của các bầy Ấu sinh lấy tên các nhân vật chính trong Sách Rừng Xanh. Tại nhiều quốc gia, huynh trưởng của một bầy được gọi là Akela.  Các Ấu sinh Hướng đạo có cách chào hai ngón tay riêng biệt theo kiểu rừng xanh ngược lại kiểu chào ba ngón của Thiếu sinh Hướng đạo. Tuy nhiên, cách chào hai ngón trong Hội Hướng đạo của Vương quốc Anh và một số chi nhánh hải ngoại của nó sau đó bị thay thế bởi cách chào ba ngón khi hội không dùng kiểu sinh hoạt dựa vào Sách Rừng Xanh nữa.
Giống như các Thiếu đoàn, Các Ấu sinh Hướng đạo được sắp xếp thành các đội nhỏ trong Bầy mà Hướng đạo Việt Nam gọi là đàn.  Baden-Powell gọi nó là "đội sáu", ám chỉ sáu thành viên trong mỗi đội.  Tại đa số các quốc gia, các thành viên của một "đội sáu" gồm các Ấu sinh trong lứa tuổi Ấu và Ấu sinh lớn tuổi nhất được gọi là sixer hay đội trưởng. Trong sinh hoạt của Hướng đạo Việt Nam cũng như Hội Nam Hướng đạo Mỹ, các đội này được gọi là Đàn (Den).
Các huynh trưởng trẻ từ các ngành lớn tuổi hơn của Hướng đạo được khuyến khích hoạt động phụ trợ các Huynh trưởng ngành Ấu.

## Hoạt động
Đặc điểm chính của ngành Ấu sinh Hướng đạo là để vui chơi và học hỏi cùng lúc. Ấu sinh sẽ học các cơ bản của Phương pháp Hướng đạo, một phiên bản Lời hứa Hướng đạo đơn giản, và một phiên bản Luật Hướng đạo đơn giản. Cách chung để thực hiện phương pháp Hướng đạo gồm có dành thời gian với nhau trong các nhóm nhỏ chia sẻ những kinh nghiệm, những nghi thức, và các hoạt động. Gieo mầm tình yêu và quý mến ngoài trời và các hoạt động ngoài trời là các yếu tố chìa khoá. Các hoạt động tiên khởi gồm trò chơi, cắm trại, kỹ thuật Hướng đạo, sơ cứu, trò chơi dưới nước, đi bộ đường dài và thể thao. Mỗi đàn có một số các sự kiện thường niên ở cấp liên đoàn, đạo và có thể tham dự các sự kiện phạm vi quốc gia ở cấp bầy. Cắm trại thường xảy ra ở cấp đơn vị, như trong bầy, nhưng đôi khi ở cấp liên đoàn hoặc cấp đạo. Đối với nhiều Ấu sinh và Huynh trưởng, điểm nổi bật trong năm là dành thời gian một tuần trong mỗi mùa hè cho sinh hoạt ngoài trời. Họ có thể ở qua đêm trong một nhà nghỉ, chòi hoặc là lều.

## Huấn luyện thăng tiến
Cũng giống như Thiếu sinh Hướng đạo, Ấu sinh Hướng đạo dùng một hệ thống thứ bậc. Nhưng không giống ngành Thiếu sinh đồng nhiệm, các thứ bậc cho Ấu sinh thường phụ thuộc vào tuổi hoặc lớp học ở trường. Hình thức huấn luyện riên biệt thì khác nhau tại nhiều quốc gia khác nhau